# Léon Moutrier
Léon Moutrier, né le 10 décembre 1872 à Esch-sur-Alzette (Luxembourg) et mort le 13 octobre 1940 à Luxembourg-Ville (Luxembourg), est un homme politique luxembourgeois.
Léon Moutrier est nommé conseiller d’État le 28 septembre 1918, fonction venue à terme le 21 décembre 1936.
Dans la période s'étalant du 24 février 1916 au 28 septembre 1918, Léon Moutrier est Directeur général — soit l'équivalent de ministre de nos jours — de l'Intérieur, de l'Instruction publique et de la Justice dans les gouvernements dirigés par Victor Thorn et Léon Kauffman dans le cadre de l'occupation allemande du Luxembourg pendant la Première Guerre mondiale,.
Il accède également à la fonction de président de la Cour des comptes sur proposition de la Chambre des députés. 

## Décoration
- Commandeur de l'ordre de la Couronne de chêne[5] (promotion 1932)